# Cal Batlló (Vallcebre)
Cal Batlló és una masia del municipi de Vallcebre. Està situada a una alçada de 1.180,6 msnm. Forma part de l'Inventari del Patrimoni Arquitectònic de Catalunya.

## Descripció
Masia de planta rectangular de planta baixa i dos pisos, amb coberta a dues vessants i el carener paral·lel a la façana de llevant. La porta, d'arc de mig punt rebaixat, és al centre de la masia. Amb balcons i eixida d'arc rebaixat a la primera planta i al pis superior. La construcció és del segle xvii i al segle xviii es va construir un cos rectangular adossat al mur de migdia, cobert a dues vessants i amb el carener paral·lel a la façana de llevant; aquest cos es destinà a pallissa i graner.

## Notícies històriques
La masia fou construïda el segle xvii i formava part del terme parroquial de Santa Maria de Vallcebre; situada dins els límits jurisdiccionals del Monestir de Sant Llorenç prop Bagà i dels Barons de Pinós.